# Žena je žena
Žena je žena (v originále Une femme est une femme) je francouzský film z roku 1961, který natočil režisér Jean-Luc Godard podle vlastního scénáře. Jde o jeho první barevný film. Hlavní role v něm ztvárnili Anna Karina, Jean-Claude Brialy a Jean-Paul Belmondo. Premiéru měl v červenci 1961 na Mezinárodním filmovém festivalu v Berlíně, kde získal Stříbrného medvěda (nejlepší herečka a cena poroty). Nominován byl rovněž na hlavní ocenění, Zlatého medvěda, které však nezískal. Děj filmu se soustředí kolem exotické tanečnice (Karina), která chce dítě, zatímco její přítel (Brialy) nikoliv. Dochází k hádkám a pár spolu přestává mluvit. Žena se nakonec rozhodne otěhotnět s jiným mužem (Belmondo), nejlepším přítelem svého partnera. Nakonec se s přítelem usmíří.
Hudbu k filmu složil Michel Legrand, kameramanem byl Raoul Coutard; oba s Godardem spolupracovali i na dalších filmech.